# Reconquista (kommunhuvudort i Argentina)
Reconquista är en kommunhuvudort i Argentina.   Den ligger i provinsen Santa Fe, i den nordöstra delen av landet, 600 km norr om huvudstaden Buenos Aires. Reconquista ligger 50 meter över havet och antalet invånare är 90 184.
Terrängen runt Reconquista är mycket platt. Reconquista är det största samhället i trakten.
Trakten runt Reconquista består huvudsakligen av våtmarker. Runt Reconquista är det glesbefolkat, med 16 invånare per kvadratkilometer.